# مبادرة الأديان المتحدة
مبادرة الأديان المتحدة هي شبكة شعبية عالمية مشتركة بين الأديان تعمل على تعزيز السلام والعدالة من خلال إشراك الناس في سد الخلافات الدينية والثقافية والعمل معا من أجل خير مجتمعاتهم والعالم. والغرض من مبادرة الأديان المتحدة هو تعزيز التعاون الدائم واليومي بين الأديان، وإنهاء العنف ذي الدوافع الدينية، وخلق ثقافات السلام والعدالة وتضميد الجراح من أجل الأرض وجميع الكائنات الحية.
يتم تنفيذ هذه المهمة من خلال مبادرات محلية وعالمية تبني قدرات أكثر من 800 مجموعة ومنظمة عضو، تسمى دوائر التعاون المشتركة في العمل المجتمعي مثل حل النزاعات والمصالحة، والاستدامة البيئية، والتعليم، وبرامج المرأة والشباب، والدعوة لحقوق الإنسان.

## الهيكل التنظيمي
وتتألف المبادرة من 800 + التعاون هي مجموعات من سبعة أفراد أو أكثر يمثلون ثلاثة أو أكثر من المعتقدات المختلفة أو التعبيرات الروحية (بما في ذلك الملحدين ولاأدرية ). ويوجد أعضاء في اللجنة في واحدة من المناطق الثمانية ؛ تمتد بعض عبر مناطق متعددة:
- افريقيا
- اسيا
- أوروبا
- أمريكا اللاتينية ومنطقة البحر الكاريبي
- الشرق الأوسط وشمال أفريقيا
- متعدد المناطق
- أمريكا الشمالية
- جنوب شرق آسيا والمحيط الهادئ

## الأنشطة
وقبل التوقيع الرسمي على الميثاق في عام 2000، شارك مؤيدو مكتب الشؤون السياسية في جميع أنحاء العالم معا في مشروع يسمى "72 ساعة من أجل السلام"، اتحدت فيه أكثر من 250 منظمة محلية في مشاريع لتعزيز السلام والعدالة خلال مطلع الألفية.
أمثلة على المبادرات العالمية والمبادرات الأعضاء الموثقة في السجل العام:
- وقد لعبت مبادرة السلام الخاصة بالزعماء الدينيين في اتشولى دورا رئيسيا في تعزيز السلام في شمال اوغندا الذي مزقته الحرب . المجموعات الأوغندية هي أيضاً من المشاركين في صندوق العمل الاجتماعي في شمال أوغندا الذي يدعمه البنك الدولي. [3]
- وقد اتحد الأعضاء في دعم مبكر للإجراءات الأمريكية لمنع استمرار الفظائع في دارفور من خلال قانون محاسبة دارفور المقترح لعام 2005. [4]
- مبادرة بناء السلام بين الأديان هي منظمة سلام تعمل بنشاط منذ عام 2003 لتعزيز التعاون بين الأديان، وثقافة السلام والوئام والحوار البناء والقاعدة الذهبية. وهي منظمة سلام غير حكومية مسجلة قانونيا لدى وزارة العدل في إثيوبيا. وقد تم تأسيس المعهد من قبل مواطنين معنيين من مختلف الأديان هنا في إثيوبيا يعتقدون بقوة أن الأديان يجب أن تلعب دورا هاما في بناء الثقة وتعزيز ثقافة السلام والشفاء والمصالحة". [5]